# Rhinogecko
Genre
Rhinogecko est un genre de gecko de la famille des Gekkonidae.

## Répartition
Les espèces de ce genre se rencontrent en Iran et au Pakistan.

## Description
Ce sont d'assez petits geckos, le corps atteignant environ 6 cm sans la queue, cette dernière étant toutefois au moins aussi longue que le corps.

## Liste des espèces
Selon The Reptile Database (2 novembre 2012) :
- Rhinogecko femoralis (Smith, 1933)
- Rhinogecko misonnei de Witte, 1973

## Taxinomie
Plusieurs auteurs doutent de la validité de ce genre et le considèrent comme synonyme d'Agamura.

## Publication originale
- de Witte, 1973 : Description d'un Gekkonidae nouveau de l'Iran (Reptilia, Sauria).  Bulletin de l'Institut Royal des Sciences naturelles de Belgique, vol. 49, n. 1, p. 1-6.